# Dům U Černého medvěda (Cheb)
Dům u Černého medvěda je původně měšťanský dům na náměstí Krále Jiřího z Poděbrad v Chebu. Svůj název získal podle hostince založeného v roce 1669, ve kterém zasedal Chebský zemský sněm. Založil jej významný měšťan, poštmistr a zakladatel prvních tištěných novin ve městě Johann Widtmann. Během pozdější rekosntrukce byla domu navrácena původní barokní fasáda.
Uvnitř domu se nachází freska, která byla mylně pokládána za renesanční, ale ve skutečnosti se jedná o novodobé dílo z počátku 20. století. Hostinec, na který freska upomíná, pak vznikl již roku 1556, kdy na něj tehdejší majitel Georg Irrgang převedl hostinské právo ze svého druhého domu, hostince U Jednorožce.